# Brassica somalensis
Brassica somalensis är en korsblommig växtart som beskrevs av Ian Charleson Hedge och Anthony G. Miller. Brassica somalensis ingår i släktet kålsläktet, och familjen korsblommiga växter. Inga underarter finns listade i Catalogue of Life.